# Złatograd
Złatograd (buł. Златоград) – miasto w Bułgarii, w obwodzie Smolan. Siedziba gminy Złatograd
Miasto znajduje się w Rodopach, 60 km od Smolanu i 5 km od granicy z Grecją. Populacja wynosi około 8500 osób.